# Harmony (Minnesota)
Harmony – miasto w Stanach Zjednoczonych, w stanie Minnesota, w hrabstwie Fillmore.